# Municipio de Springdale (Nebraska)
El municipio de Springdale (en inglés: Springdale Township) es un municipio ubicado en el condado de Valley en el estado estadounidense de Nebraska. En el año 2010 tenía una población de 38 habitantes y una densidad poblacional de 0,48 personas por km².

## Geografía
El municipio de Springdale se encuentra ubicado en las coordenadas 41°36′46″N 98°47′29″O / 41.61278, -98.79139. Según la Oficina del Censo de los Estados Unidos, el municipio tiene una superficie total de 79.39 km², de la cual 78,5 km² corresponden a tierra firme y (1,11 %) 0,88 km² es agua.

## Demografía
Según el censo de 2010, había 38 personas residiendo en el municipio de Springdale. La densidad de población era de 0,48 hab./km². De los 38 habitantes, el municipio de Springdale estaba compuesto por el 100 % blancos. Del total de la población el 0 % eran hispanos o latinos de cualquier raza.